# Chicago-planen

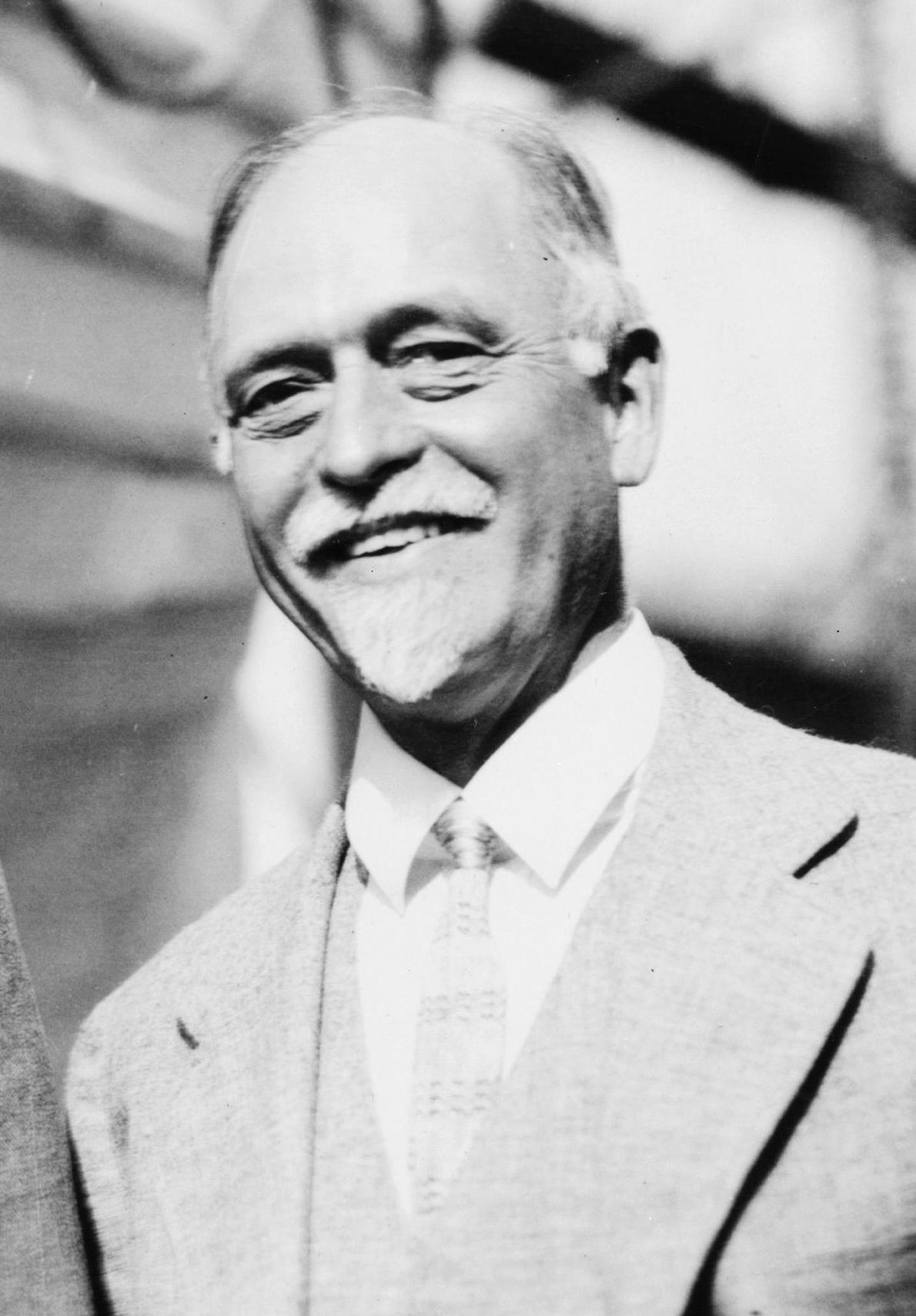
Irving Fisher, känd ekonom och en av Chicagoplanens främsta förespråkare

Chicago-planen avser de penningreformplaner som utformades av ekonomer vid University of Chicago under åren 1933–1935. Främst avses den plan som den 16 mars 1933 spreds i begränsad och konfidentiell form till omkring 40 personer samt en utökad version som gavs ut i slutet av året. Den ursprungliga planen var sammanfattad på sex sidor och stöddes av en rad ledande ekonomer, bland andra Frank Knight, Lloyd W. Mints, Henry Schultz, Henry C. Simons, Garfield V. Cox, Aaron Director, Paul H. Douglas och Albert G. Hart. I mars till november 1933 mottog ekonomerna en mängd synpunkter på denna plan. Det ledde till en uppdaterad version som bestod av ett dokument på 13 sidor plus ett extra dokument på sju sidor om långsiktiga mål för penningpolitiken och ett appendix på sex sidor och bank- och konjunkturcykler.